# ジャパニーズ・ブレックファスト
ジャパニーズ・ブレックファスト(Japanese Breakfast)は、リトル・ビッグ・リーグのミシェル・ザウナーによるソロプロジェクト。

## 来歴
2013年、リトル・ビッグ・リーグのヴォーカルとして活動していたミシェル・ザウナーは、母親が癌と診断されたことを機にオレゴン州ユージーンへ帰郷する。 
2014年にリトル・ビッグ・リーグでアルバム『Tropical Jinx』をリリース後、ザウナー自身の創作意欲の高まりからソロプロジェクトを始める。日系ではなく韓国系である(父はユダヤ系アメリカ人、母は韓国人)彼女がソロプロジェクト名にジャパニーズ・ブレックファストとつけたのは、外国の響きのある「ジャパニーズ」とアメリカ的な響きのある「ブレックファスト」の組み合わせが面白かったためとインタビューで答えている。
2016年4月1日にジャパニーズ・ブレックファストのファーストアルバム『Psychopomp』をリリース。『Psychopomp』は母親の死から多くのインスピレーションを受けて作られている。歌詞が暗く重いのとは裏腹に音質が明るいのは、感情のバランスをとろうとしたからではないかと彼女は考えている。翌年のセカンドアルバム『Soft Sounds From Another Planet』では、少しずつ遠ざかっていく母親との時間と距離を縮めるために、SFと宇宙をテーマに選んだとされている。2021年の『Jubilee』では、前２作と異なり喜びがテーマであるとインタビューで語った。このアルバムは第64回グラミー賞にノミネートされた。

## エピソード
- 『Paprika』のタイトルは今敏のアニメーション作品『パプリカ』からとった[5]。
- 2022年7月31日のFUJI ROCK FESTIVAL '22では「Nφdress」の大きなプードルの顔があしらわれたチューブトップで登場し話題を呼んだ[7]。
- ミシェル・ザウナー名義のエッセイ『Hマートで泣きながら』がベストセラーとなり、2023年に映画化が発表された。本人が脚本と音楽を手掛けている[8]。

## バンドメンバー
- ミシェル・ザウナー – リードボーカル、ギター
- デヴィン・クレイグ – ベース
- クレイグ・ヘンドリクス– ドラム、パーカッション
- ピーター・ブラッドリー – ギター

## ディスコグラフィ

### スタジオ・アルバム
- Psychopomp (2016)
- Soft Sounds From Another Planet (2017)
- Jubilee (2021)

### サウンドトラック
- Sable (Original Video Game Soundtrack) (2021)

### コンピレーションアルバム
- June（2013）